# Mušov

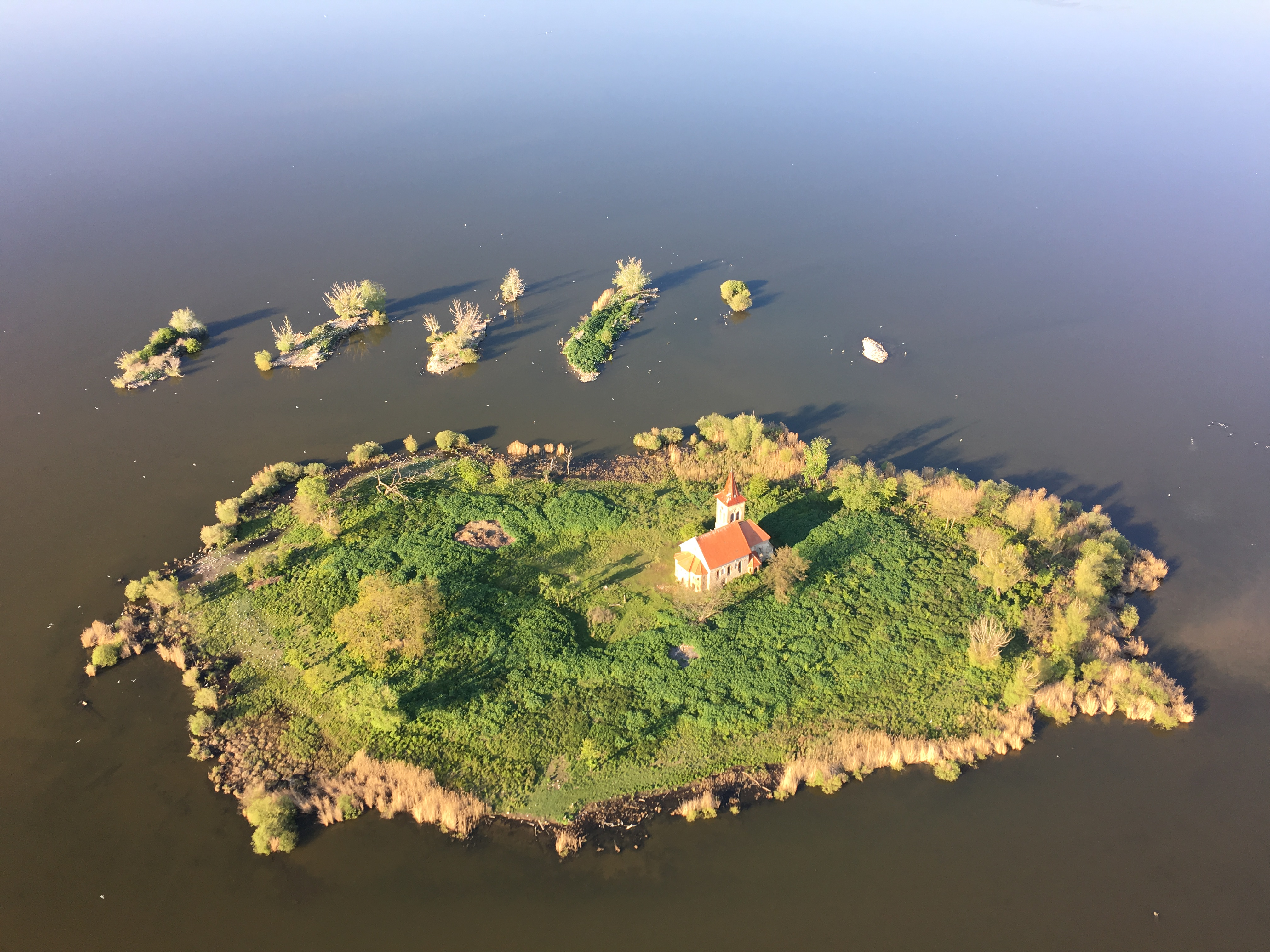
Insel mit Kirche des hl. Leonhard

Mušov (deutsch Muschau) ist eine Wüstung in Tschechien. Sie liegt zwölf Kilometer nördlich von Mikulov (Nikolsburg) im mittleren Thaya-Stausee von Nové Mlýny (Neumühl). Ihre Fluren gehören zur Gemeinde Pasohlávky (Weißstätten) im Okres Brno-venkov (Bezirk Brünn-Land). Erhalten blieb auf einer Insel die Kirche des hl. Leonhard sowie eine Kellerzeile am Burgstallhügel (Hradisko).

## Geschichte
Siedlungsfunde sind bereits aus der Steinzeit, jüngeren Bronzezeit, Hallstattzeit und Latènezeit nachweisbar. Zur Zeit der Markomannenkriege (166–180 n. Chr.) bestand beim heutigen Mušov ein weit ausgedehnter militärischer Stützpunkt der römischen Armee. Die aufgefundenen Reste dieses Stützpunktes, ein Badegebäude und mehrere Militärlager, wurden anfänglich in die Zeit des Kaisers Augustus datiert und mit dessen Feldzug gegen Marbod im Jahr 6 n. Chr. in Verbindung gebracht; mittlerweile wird aber eine Verbindung mit den Markomannenkriegen angenommen. Hier wurde im Jahr 1988 auch das so genannte „Königsgrab von Mušov“ entdeckt, das in die Zeit der Markomannenkriege datiert und in dem ein wahrscheinlich romfreundlicher germanischer Führer bestattet wurde. Auch für die Zeit der Völkerwanderung sind Funde belegt. Die älteste slawische Besiedlung setzt in der zweiten Hälfte des 6. Jahrhunderts ein.
In der Laaer Urkunde vom 4. Dezember 1237 wird der Ort in Besitz der Herren von Dürnholz und eine romanische Kapelle erwähnt. 1249 gelangte der Ort an Heinrich I. von Liechtenstein. Eine weitere urkundliche Erwähnung von „Muschaw“ erfolgte 1332. Für das Jahr 1414 sind in einem Urbar besondere Fischereirechte verzeichnet. Während der Hussitenkriege bot der „Taborgraben“ dem Ort Schutz. Hierbei handelte es sich um einen 250 m langen Ringwall, dessen Ursprung schon in frühester Zeit lag.
1560 musste Christoph von Liechtenstein Muschau mit der Herrschaft Nikolsburg an den ungarischen Freiherrn Ladislaus von Kereczeny und Kaniafeld verkaufen. Ab 1566 gehörte die Herrschaft seinem Sohn Christoph von Kereczeny und Kaniafeld, der Muschau 1570 auch das Marktrecht verlieh. Nach dessen kinderlosem Tod 1572 fiel die Herrschaft Nikolsburg an den Kaiser, der sie dann 1575 Adam von Dietrichstein gab.
Zur Zeit der Reformation, am Beginn des 16. Jahrhunderts, war die Pfarre zeitweise evangelisch und der Ort von Angehörigen der radikal-reformatorischen Täuferbewegung bewohnt. In der Zeit der Rekatholisierung um 1582 wurde die Kirche vom Olmützer Bischof Stanislaus Pavlovský von Pavlovitz neu geweiht. Nachfolgend nahmen 161 Menschen den katholischen Glauben wieder an.
1609 erhielt Muschau eine Bergrechtsordnung. Während des Dreißigjährigen Krieges wurden im Jahre 1622 die Täufer (Hutterer) aus dem Land gewiesen. Diese zogen daraufhin nach Siebenbürgen weiter. Mit dem Bau der Kaiserstraße von Wien nach Brünn 1754 nahm Muschau einen wirtschaftlichen Aufschwung. Muschau war bis 1761 nach Bergen gepfarrt und erst ab 1865 wieder selbständige Pfarrei. Matriken werden seit 1627 geführt (Onlinesuche über das Landesarchiv Brünn). Grundbücher werden seit 1759 geführt. Zur gleichen Zeit wurde eine Schule in Muschau eingerichtet, im Jahre 1796 wurde sie restauriert und erweitert. 1804 vernichtete ein Großbrand 50 Häuser. Um die alte Schule zu ersetzen, wurde im Jahre 1831 eine neue Schule gebaut, welche 1883 auf zwei Klassen aufgestockt wurde.
Wegen der Stauungen am Zusammenfluss von Thaya, Svratka (Schwarza) und Jihlava (Igel) war Muschau häufig zweimal im Jahr überschwemmt. Darum wurden im Überschwemmungsgebiet Ziegelbrücken gebaut und im Zuge der Thaya-Regulierung, um 1892, das Flussbett von der Mühle bis zur Eisernen Brücke drei Meter tief ausgebaggert. Da die wiederkehrenden Überschwemmungen dadurch trotzdem nicht verhindert werden konnten, wurde 1979 ein Stausee mit einem Wasserkraftwerk angelegt.
Der größte Teil der Bewohner von Muschau lebte vom Fischfang und der Landwirtschaft, wobei der sonst wichtige Weinbau Südmährens hier keine wichtige Rolle gespielt hatte. Daneben gab es noch ein florierendes Kleingewerbe, eine Raiffeisenkassa, eine Milchsammelstelle der Molkerei Brünn und eine Mühle, welche aber im Jahre 1889 aufgrund der Thayaregulierung aufgelassen wurde. Vier Jahre später wurde im Ort eine Freiwillige Feuer- und Wasserwehr gegründet.
Zum 50-jährigen Thronjubiläum des Kaisers wurde im Jahre 1908 der kaiserlichen Familie durch ein Kaiser-Josef-II.-Denkmal gedankt.
1919 wurde der Ort, dessen Bewohner im Jahre 1910 zu 98 % der deutschen Sprachgruppe angehörten, Bestandteil der neuen Tschechoslowakischen Republik. Im gleichen Jahr wurde das Kaiser-Josef-II.-Denkmal entfernt und auf dessen Sockel im Jahre 1927 ein Kriegerdenkmal errichtet. 1924 erfolgte die Elektrifizierung des Ortes. 1928 wurde das Marktrecht durch Gurkenmärkte wiederbelebt. In der Zwischenkriegszeit kam es durch neue Siedler und die Neubesetzung von Beamtenposten zu einem vermehrten Zuzug von Personen tschechischer Nationalität. Durch das Münchner Abkommen wurde Muschau am 1. Oktober 1938 ein Teil des deutschen Reichsgaus Niederdonau.
Nach dem Ende des Zweiten Weltkrieges (8. Mai 1945) – der dort 57 Opfer forderte – kam Muschau wieder zur Tschechoslowakei zurück. Bei Racheakten durch tschechische Partisanen kamen 22 Zivilpersonen zu Tode. Einige Muschauer Familien flohen, der Großteil wurde am 21. August 1945 über die Grenze nach Österreich vertrieben. Offiziell wurden 1946 zwei Ortsbewohner nach Westdeutschland zwangsausgesiedelt. Neun Personen konnten im Ort verbleiben. 238 Ortsbewohner verblieben in Österreich, 471 Personen wurden nach Deutschland weitertransferiert.
Die für den Untergang vorgesehene Gemeinde wurde 1976 nach Pasohlávky (Weißstätten) eingemeindet. Nach der Flutung wurde Mušov am 1. Januar 1980 aufgelöst. Zuvor waren die Bewohner des früheren Marktfleckens nach Pasohlávky (Weißstätten) und Pohořelice (Pohrlitz) umgesiedelt worden. An Mušov erinnern nur vier Inseln im mittleren Stausee. Auf der größten Insel steht die Kirche von Mušov. Eigentümer der Kirche ist seit 1999 die Gemeinde Ivaň (Eibis).

## Wappen und Siegel
Mit der Erhebung zum Markt erhielt Muschau auch das Siegelrecht verliehen. Zugleich mit dem Siegelrecht hat der Herrschaftsinhaber Christoph von Liechtenstein seinem Markt 1570 auch ein Wappen verliehen.

## Bevölkerungsentwicklung
| Volkszählung | Einwohner gesamt | Volkszugehörigkeit der Einwohner | Volkszugehörigkeit der Einwohner | Volkszugehörigkeit der Einwohner |
| Jahr         | Einwohner gesamt | Deutsche                         | Tschechen                        | Andere                           |
| ------------ | ---------------- | -------------------------------- | -------------------------------- | -------------------------------- |
| 1880         | 667              | 662                              | 5                                | 0                                |
| 1890         | 695              | 687                              | 7                                | 1                                |
| 1900         | 665              | 650                              | 14                               | 1                                |
| 1910         | 742              | 729                              | 12                               | 1                                |
| 1921         | 742              | 707                              | 17                               | 18                               |
| 1930         | 730              | 667                              | 38                               | 25                               |

## Sehenswürdigkeiten
- Die auf einer Insel liegende ehemalige Pfarrkirche zum hl. Leonhard geht auf einen romanischen Kirchenbau aus der ersten Hälfte des 13. Jahrhunderts zurück. Der Altar des hl. Leonhard wurde nach dem Untergang des Städtchens in die Kirche Mariä Himmelfahrt in Černvír verbracht[16].